# Flockaveli
Flockaveli é o álbum de estréia do rapper estadunidense Waka Flocka Flame. A data de lançamento foi no dia 05 de outubro de 2010. Contém 17 faixas. 

## Lista de faixas
1. "Bustin' at 'Em"
2. "Hard in da Paint"
3. "TTG (Trained to Go)"
4. "Bang"
5. "No Hands"
6. "Bricksquad"
7. "Fuck the Club Up"
8. "Homies"
9. "Grove St. Party"
10. "O Let's Do It"
11. "Karma"
12. "Live by the Gun"
13. "For My Dawgs"
14. "G-Check"
15. "Snake in the Grass"
16. "Smoke, Drank"
17. "Fuck This Industry"

## Singles
- "Hard in da Paint"
- "No Hands"
- "Grove St. Party"
- "O Let's Do It"